# Elbigenalp
Elbigenalp (Lechtalerisch auch „Duarf“ genannt) ist eine Gemeinde des Bezirks Reutte in Tirol (Österreich) mit 882 Einwohnern (Stand 1. Jänner 2025). Sie ist 33,09 km² groß und befindet sich auf 1039 m Seehöhe. Die Gemeinde liegt im Gerichtsbezirk Reutte.

## Geographie
Die Gemeinde liegt ungefähr in der Mitte des Lechtals. Das Gemeindegebiet ist gebildet durch verschiedene Dörfer und Rotten entlang der Lechtalstraße, und zwar Köglen, Elbigenalp, Untergiblen, Obergrünau, Untergrünau und Obergiblen. Vom Lech in einer Höhe von knapp über 1000 Meter steigt das Gemeindegebiet nach Süden zur Ruitelspitze (2580 m) in den Lechtalper Alpen und nach Norden zu den Allgäuer Alpen an. Hier sind die höchsten Berge Großer Krottenkopf (2656 m), Marchspitze (2610 m) und Kreuzkarspitze (2587 m).
Die Gemeinde hat eine Fläche von 33,09 Quadratkilometer. Davon sind 7 Prozent landwirtschaftliche Nutzfläche, 24 Prozent Almen, 38 Prozent Wald und 29 Prozent hochalpines Gebiet.

### Gemeindegliederung
Das Gemeindegebiet umfasst folgende sechs Ortschaften (Einwohner Stand 1. Jänner 2025):
- Elbigenalp (386)
- Köglen (102)
- Obergiblen (69)
- Obergrünau (56)
- Untergiblen (187)
- Untergrünau (82)

| Katastralgemeinden     | Ortschaften in der Gemeinde                                                             |
| ---------------------- | --------------------------------------------------------------------------------------- |
| Elbigenalp (33,09 km²) | Elbigenalp (D) Köglen (D) Obergiblen (R) Obergrünau (R) Untergiblen (D) Untergrünau (R) |
| Legende                |                                                                                         |

| In der Spalte Katastralgemeinden sind sämtliche Katastralgemeinden einer Gemeinde angeführt. In der Klammer ist die jeweilige Fläche in km² angegeben. |
| In der Spalte Ortschaften sind sämtliche von der Statistik Austria erfassten Siedlungen, die auch eine eigene Ortschaftskennziffer aufweisen, angeführt. In der Hierarchieebene derselben Spalte, rechts eingerückt, werden nur Ansiedlungen, die mindestens aus mehreren Häusern bestehen, dargestellt. Die wichtigsten der verwendeten Abkürzungen sind: - M = Hauptort der Gemeinde - Stt = Stadtteil - R = Rotte - W = Weiler - D = Dorf - ZH = Zerstreute Häuser - Sdlg = Siedlung - Hgr = Häusergruppe - E = Einzelgehöft (nur wenn sie eine eigene Ortschaftskennziffer haben) Die komplette Liste der Statistik Austria ist in: Topographische Siedlungskennzeichnung nach STAT Zu beachten ist, dass manche Orte unterschiedliche Schreibweisen haben können. So können sich Katastralgemeinden anders schreiben als gleichnamige Ortschaften bzw. Gemeinden. Quelle: Statistik Austria – |

### Nachbargemeinden
|         | Hinterhornbach                              |           |
| Holzgau | Kompassrose, die auf Nachbargemeinden zeigt | Häselgehr |
|         | Bach                                        |           |

## Geschichte
Der Name leitet sich von Eelbigen Alp = „elmige Alpe“, also „mit Ulmen bewachsene Alpe“, ab. Urkundlich erstmals erwähnt wurde Elbigenalp 1312. Seit dieser Zeit ist der Ort politischer und kirchlicher Mittelpunkt einer Großpfarre im Lechtal. Bekannt ist Elbigenalp auch durch seine Häuser mit Fresko- und Stuckarbeiten, die an die Maurer und Stuckateure erinnern, die auch im Ausland tätig waren. Auch prominenter Besuch stellte sich ein: Im Dengelhaus hielt sich Königin Marie von Bayern mit ihren Söhnen zwischen 1865 und 1887 im Sommer öfter auf.

### Bevölkerungsentwicklung

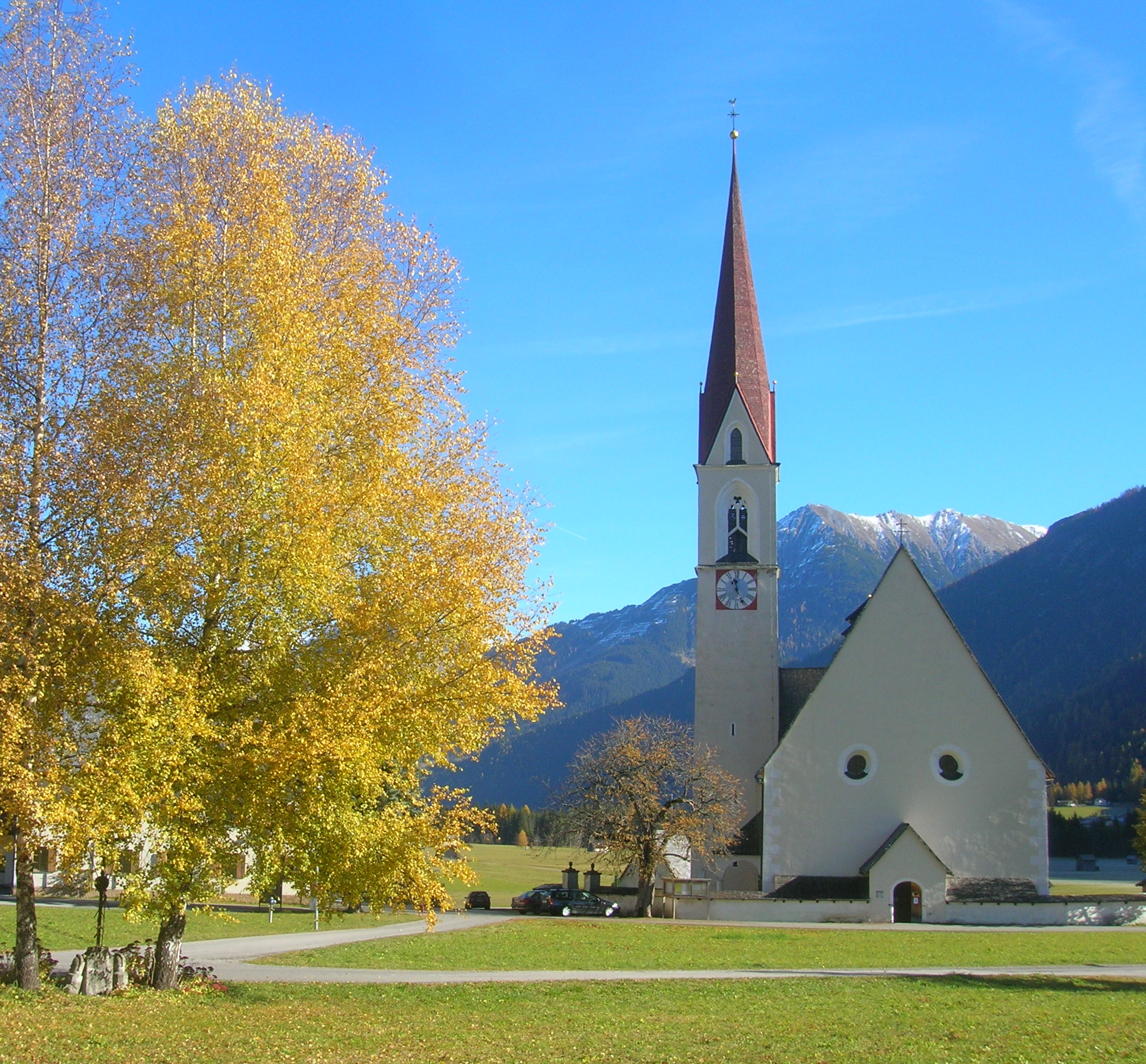
Pfarrkirche Elbigenalp

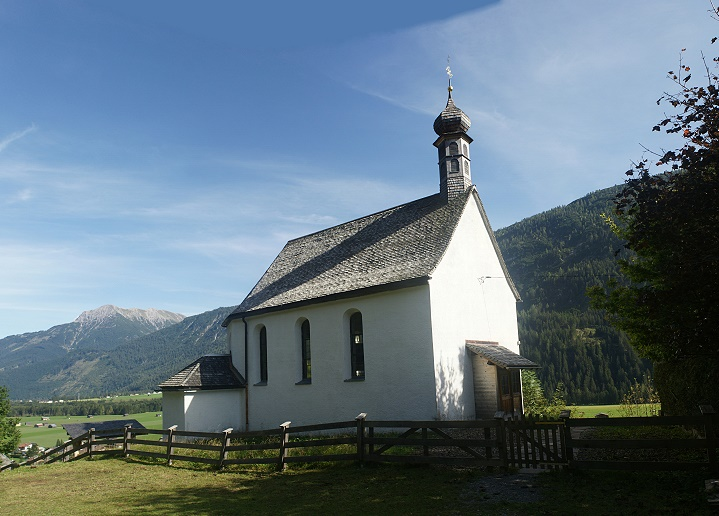
Ölberg-Kapelle

EinwohnerJahr40050060070080090010001860189019201950198020102040EinwohnerEinwohnerentwicklung von Elbigenalp

## Kultur und Sehenswürdigkeiten
- Katholische Pfarrkirche Elbigenalp: Die Pfarrkirche steht in einem freien Feld und ist von einem Friedhof mit zwei Kapellen umgeben.
- Ölberg-Kapelle hl. Kreuz nördlich des Dorfes auf einem Felsvorsprung
- Kapelle hl. Sebastian in Griesau
- Kapelle hl. Anna in Obergrünau
- Kapelle hl. Josef in Untergrünau
- Museum mit dem Nachlass des Lithographen Anton Falger im Gemeindeamt. Der aus Elbigenalp stammende Maler, Graveur und Lithograph Anton Falger hat für seinen Heimatort zwei Totentanzzyklen gemalt.
- Der erste ist ein aus 18 Holztafeln zusammengesetztes und gerahmtes Tafelgemälde (108 × 272 cm), das heute an der Ostwand der Kapelle oberhalb der Treppe zum Beinhaus hängt; auf dem Holzrahmen jeder Tafel ist die todgeweihte Person benannt und der Dialog mit dem Tod niedergeschrieben. Einige Tafeln sind signiert, einige auf 1840 datiert. Weil es sich um das Hauptwerk des Künstlers handelt, sollen die handelnden Personen genannt werden: Papst, König, Künstler, Richter, Bürger, Soldat, Kind, Mutter, Arzt, Knabe, Braut, Großmutter, Bauer, Reicher, Bettler, Mörder, Magd, Todtengräber.
- Der zweite Totentanz besteht aus 14 Einzelbildern, die paarweise in 7 Mauernischen auf den Mauerputz gemalt sind; es fehlen hier die Szenen mit Bürger, Knabe, Großmutter und Mörder. Der Künstler hat bewusst die Tradition des Totentanzes an der Friedhofsmauer aufgegriffen. Signaturen oder Datierungen sind nicht mehr sichtbar; die Entstehungszeit muss vor 1876 liegen.[3]

## Wirtschaft und Infrastruktur
- Eines der größten CD- und DVD-Presswerke Europas, kdg mediatech (vorm. Koch Records), nahm von Elbigenalp seinen Ausgang.

### Bildung
- Fachschule für Kunsthandwerk und Design Elbigenalp

## Politik

### Gemeinderat
Der Gemeinderat besteht aus 11 Mandataren.
| Partei                                                          | 2022    | 2022    | 2016    | 2016    | 2010  | 2010    |
| Partei                                                          | Prozent | Mandate | Prozent | Mandate | %     | Mandate |
| --------------------------------------------------------------- | ------- | ------- | ------- | ------- | ----- | ------- |
| Liste für Elbigenalp – Bürgermeisterliste Gerber Markus (FE) 1) | 84,35   | 10      | 40,75   | 5       | 36,80 |         |
| Bürgerliste für Elbigenalp (BFE)                                | 15,65   | 1       |         |         |       |         |
| Gemeindeliste Neu 2)                                            |         |         | 35,31   | 4       | 38,33 |         |
| Neutrale Liste                                                  |         |         | 13,07   | 1       | 18,57 |         |
| Für Faires Miteinander                                          |         |         | 10,87   | 1       |       |         |
| Giblerliste PRO                                                 |         |         |         |         | 6,30  |         |

1) Die Liste kandidierte 2010 unter dem Namen „Liste für Elbigenalp“ und 2016 als „Für Elbigenalp – Bürgermeisterkanditat Markus Gerber“.
2) Die Liste kandidierte 2010 unter dem Namen „Gemeindeliste“

### Bürgermeister
- bis 2016 Bernhard Singer
- seit 2016 Markus Gerber[7][4]

### Wappen
Blasonierung: Auf schwarzem Dreiberg eine grüne Ulme im silbernen Schild.
Das 1972 verliehene Gemeindewappen symbolisiert als redendes Wappen den Ortsnamen („mit Ulmen bewachsene Alpe“).

## Persönlichkeiten

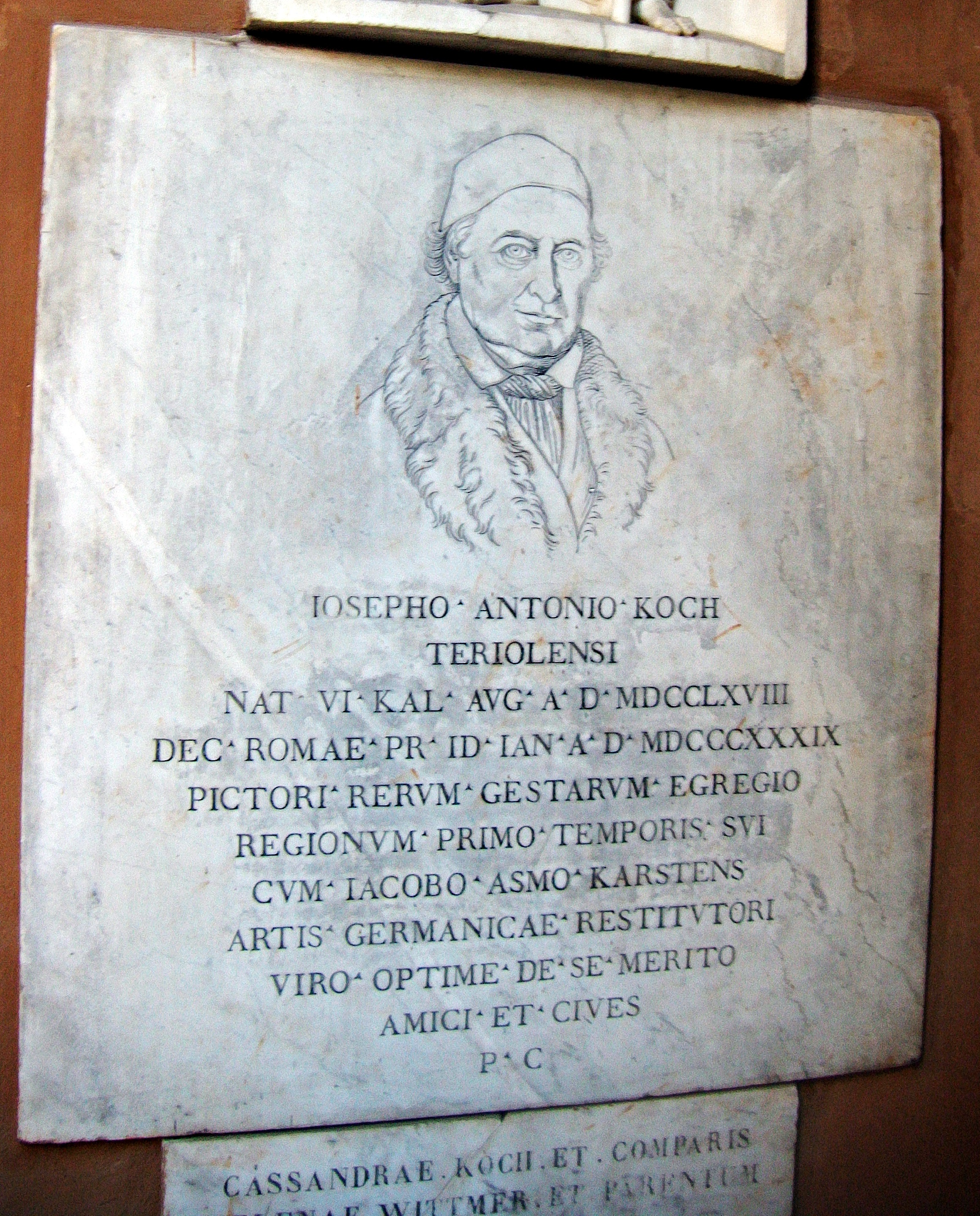
Epitaph von Joseph Anton Koch, Rom, Campo Santo Teutonico

In Obergiblen wurde 1768 der Maler Joseph Anton Koch geboren. In Elbigenalp selbst wurde der Lithograf Anton Falger (1791–1876) geboren, der vom Maler Karl Selb aus Unterstockach ausgebildet wurde und später Engelbert Kolp (1840–1877) und Kochs Neffen Josef Alois Knittel Zeichenunterricht gab. Das Leben von Knittels Nichte Anna Stainer-Knittel (1841–1915) wiederum bildete die Vorlage für den Roman „Die Geierwally“.
- Joseph Michael Schnöller (1707–1767), Baumeister und Architekt
- Anton Lumpert (1757–1837), Beamter und Politiker, Bürgermeister von Wien 1823–1834
- Marie von Preußen (1825–1889), Königin von Bayern, hatte ein Landhaus in Elbigenalp
- Ignaz Philipp Dengel (1872–1947), Historiker
- Nikolaus Falger (1888–1960), Politiker der CS, Abgeordneter zum Nationalrat 1926–1927
- Franz Josef Lang (1894–1975), Pathologe und Hochschullehrer an der Universität Innsbruck
- Rudolf Geisler-Moroder (1919–2001), Holzbildhauer
- Peter Kaufmann (* 1970), Musiker und unter anderem von 1990 bis 2007 Kollege von Toni Knittel beim Bandprojekt Bluatschink